# SGローソン
SGローソン株式会社は、コンビニエンスストア大手・ローソンと大手運送会社・佐川急便を傘下に持つSGホールディングスの共同出資会社。
2015年6月12日に設立され、2019年9月11日をもって清算結了により消滅した。